# Damalis tibialis
Damalis tibialis là một loài ruồi trong họ Asilidae. Damalis tibialis được Macquart miêu tả năm 1838.